# بلاتون ميليورانسكي
بلاتون ميخائيلوفيتش ميليورانسكي (1868 - 1906) (بالروسية: Платон Михайлович Мелиоранский) هو مستشرق وعالم تركيات روسي.

## مسيرته
في عام 1891 تخرج من كلية اللغات الشرقية (العربية-الفارسية التركية-التتار) من جامعة سان بطرسبرج، ودرس اللغات الأتراكية تحت إشراف فاسيلي رادلوف.